# تاوکستر
latitudeتاوکسترlongitudeتاوکستر
تاوکستر (به انگلیسی: Towcester) یک شهرک در بریتانیا است که در انگلستان واقع شده‌است.

## خصوصیات
تاوکستر ۸٬۸۵۶ نفر جمعیت دارد.